# 北埃文斯克區

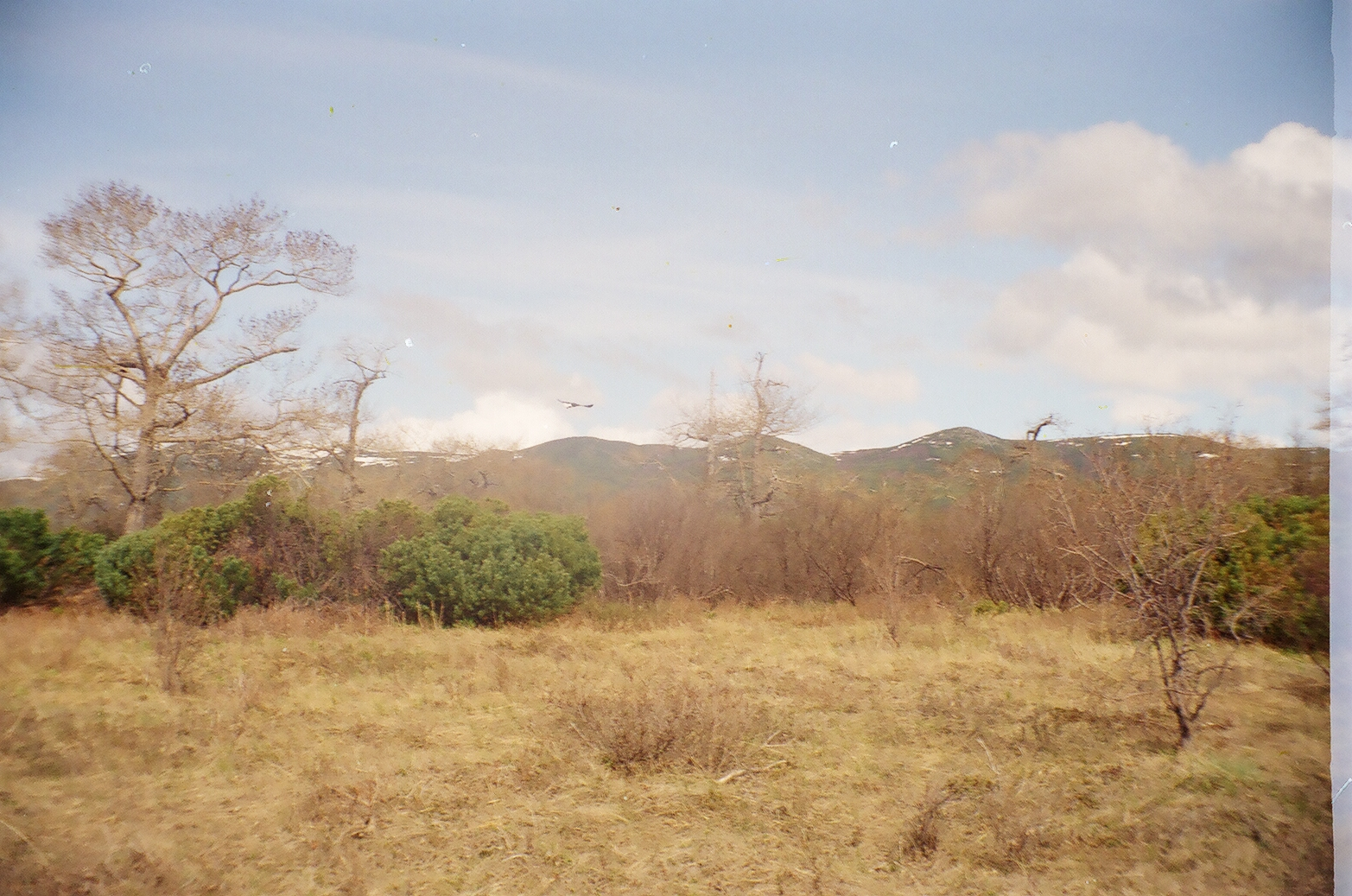

63°30′N 160°00′E / 63.500°N 160.000°E
北埃文斯克區（俄语：Северо-Эвенский район），是俄羅斯的一個區，位於該國東北部，由馬加丹州負責管轄，面積102,000平方公里，2010年該區人口2,666，人口密度每平方公里0.03人。